# 小行星9532
小行星9532（9532 Abramenko）是一颗绕太阳运转的小行星，为主小行星带小行星。该小行星于1981年9月7日发现。

## 轨道参数
小行星9532的轨道半长轴为2.5941507 UA，离心率为0.1832119。